# 생황

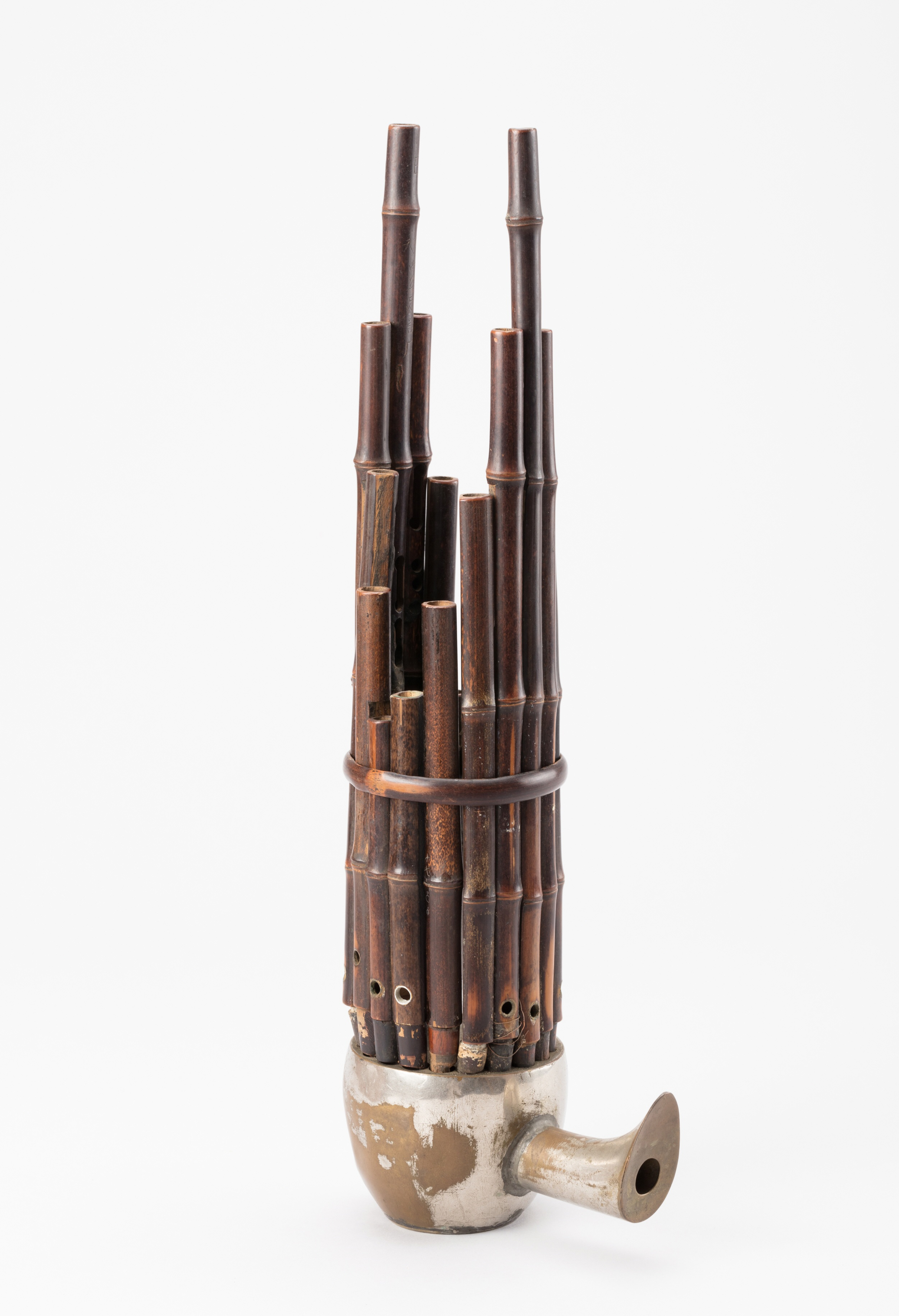
생황

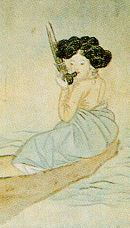
신윤복의 풍속화에 등장하는 생황을 연주하는 기생의 모습

생황(笙簧)은 한국의 관악기 중의 하나이다. 한국 전통악기 중에서 유일한 화음악기이며, 아악기로 분류된다.

## 기원과 역사
본래 중국의 전통 악기이다. 한국에 언제 유입되었는지는 명확히 알려지지 않았으나, 사찰의 범종이나 탑에 이를 연주하는 사람이 장식되어 있는 것으로 보아 삼국 시대부터 고구려나 백제에 존재했던 것으로 보인다.
《세종실록》에 그 형태와 이름의 뜻이 밝혀져 있다. 영조 시대까지만 해도 중국에 악사를 보내 그 제조법을 구해 오기도 했으나, 그 후에는 연주법만 남아 전해지며 오늘에 이른다.

## 이용과 편성
독주나 합주에는 별로 쓰이지 않으며, 병주(竝奏)나 세악편성에 자주 쓰인다. 특히 단소와의 중주로 많이 쓰이는데, 이러한 음악의 형태를 '생소병주(笙簫竝奏)'라고 한다.

## 형태
원래는 박으로 만든 바가지에, 길고 짧은 여러 개의 대나무관을 꽂아서 만든다. 죽관에는 아래쪽에 지공(指孔)이 뚫려 있으며, 속에는 쇠로 만든 청이 있다. 원하는 음을 내는 죽관의 구멍을 막고 바가지 옆에 길게 나온 취구로 숨을 넣거나 들여 마시면 이 쇠청이 진동하면서 소리가 나게 된다. 죽관의 개수는 본래 13개, 17개, 19개, 23개, 36개 등으로 다양하였으나, 지금은 관이 17개인 것만을 사용한다. 17개 중 한 개의 관은 '윤관(閏管)' 또는 '의관(義管)'이라고 해서 사용하지 않고 16개만을 사용한다.

## 소리와 음역
음역은 황종(黃: E♭)부터 청남려(湳: C)까지이다. 의관을 제외한 16개의 관이 12율 4청성을 내었지만 향악에 쓰이기 시작하면서부터 더 넓은 음역을 가지게 되었다.

## 특징
국악기 중에서 유일한 화음악기이다. 음빛이 곱고 아름답다. 대개 3음을 동시에 내는데, 2음은 옥타브 소리이며 1음은 4도 또는 5도 아래의 음을 낸다.